# Prochiralità
La prochiralità in chimica è la proprietà geometrica di una molecola achirale di diventare chirale in un singolo passaggio.
Una molecola achirale è definita prochirale se essa può essere trasformata in una molecola chirale cambiando un atomo o un gruppo di atomi. Ad esempio, se sostituendo prima uno poi l'altro idrogeno di un gruppo metilenico di una molecola con deuterio si ottengono due nuove molecole che sono l'una l'immagine speculare dell'altra, la molecola è prochirale. Gli atomi o gruppi di atomi che, se sostituiti con un altro atomo o gruppo achirale, portano alla formazione di enantiomeri vengono detti  enantiotopici. Se la sostituzione porta alla formazione di diastereoisomeri gli atomi o gruppi di atomi sono diastereotopici, ma la molecola non è prochirale. Atomi o gruppi che sostituiti portano alla formazione di stereoisomeri sono detti eterotopici, mentre se la sostituzione non porta alla formazione di stereoisomeri, la molecola non è prochirale ed i gruppi sono detti omotopici.
Il termine prochirale si applica anche a molecole achirali che contengono un sistema trigonale, come un chetone o un alchene, che possono essere trasformate in molecole chirali tramite addizione di un atomo o un gruppo di atomi achirale. Le facce di questo gruppo trigonale sono dette prochirali e sono eterotopiche. Se l'addizione porta alla formazione di due diastereoisomeri, le facce sono diastereotopiche.

## Esempi

sostituendo prima uno poi l'altro idrogeno al C-2 dell'etanolo con deuterio si ottengono due enantiomeri.

- L'ipotetica sostituzione prima di uno poi dell'altro degli idrogeni legati al C(2) dell'1,3-propandiolo con deuterio, un eteroatomo o un gruppo achirale genera due molecole sovrapponibili (omomeri), cioè due molecole uguali. La molecola non è prochirale ed i due idrogeni si dicono omotopici.
- La riduzione della formaldeide a metanolo non genera alcun stereoisomero, quindi le facce della formaldeide sono omotopiche.
- L'analoga ipotetica sostituzione degli idrogeni legati al C(1) nell'etanolo con deuterio porta alla formazione di due enantiomeri. La molecola è prochirale, i due idrogeni sono enantiotopici. I due idrogeni vengono indicati con HR e HS a seconda che la sostituzione con deuterio (per non alterare l'ordine di priorità) porti in quello stereocentro una configurazione di tipo R o S.
- La riduzione dell'acetaldeide con litio alluminio deuteroidruro (LiAlD4) porta alla formazione di un alcol di formula CH3CHDOD. A seconda di quale faccia enantiotopica sia attaccata dall'atomo di deuterio si può avere uno stereoisomero R o S.

## Conseguenze
Due atomi eterotopici di una molecola prochirale in un ambiente achirale sono indistinguibili ed hanno la stessa reattività.
- I due idrogeni legati al C-1 dell'etanolo danno all'NMR un unico segnale. Se invece si aggiunge un reagente di shift chirale, l'intorno dei due protoni cambia e i sostituenti enantiotopici diventano distinguibili, facendo parte di un complesso chirale.
- Ossidando l'etanolo ad acetaldeide con un reagente achirale non si ha la rimozione preferenziale di uno o dell'altro idrogeno.
- Facendo reagire l'acetaldeide deuterata al C-1 con sodio boroidruro in ambiente achirale, si ottiene un racemo, quindi lo ione idruro attacca indistintamente le due facce prochirali.
- L'enzima alcol deidrogenasi catalizza sia l'ossidazione di alcoli ad aldeidi sia la riduzione inversa. L'intorno chimico della reazione è in questo caso il sito attivo dell'enzima che è chirale: nell'ossidazione dell'alcol si ha la rimozione selettiva di uno solo dei due idrogeni enantiotopici, mentre nella riduzione dell'aldeide si ha l'attacco selettivo dell'idruro su una sola delle due facce prochirali, dando origine preferenzialmente ad un solo enantiomero.